# 吉布森頓 (佛羅里達州)
吉布森頓（英語：Gibsonton）是位於美國佛羅里達州希爾斯波羅縣的一個人口普查指定地區。

## 地理
吉布森頓的座標為27°50′16″N 82°22′27″W / 27.83778°N 82.37417°W，而該地最高點為海拔高度2米（即7英尺）。

## 人口
根據2010年美國人口普查的數據，吉布森頓的面積為40.00平方千米，當中陸地面積為31.10平方千米，而水域面積為6.90平方千米。當地共有人口14234人，而人口密度為每平方千米355人。